# Katslang
De katslang (Telescopus fallax) is een slangensoort uit de familie toornslangachtigen en de onderfamilie Colubrinae.

## Naam en indeling
De wetenschappelijke naam van de soort werd voor het eerst voorgesteld door Friedrich Ludwig Fleischmann in 1831. Later werd de wetenschappelijke naam Tarbophis fallax gebruikt.

### Ondersoorten
De soort wordt verdeeld in zeven ondersoorten die onderstaand zijn weergegeven, met de auteur en het verspreidingsgebied.
| Naam                             | Auteur                 | Verspreidingsgebied                                    |
| -------------------------------- | ---------------------- | ------------------------------------------------------ |
| Telescopus fallax cyprianus      | Barbour & Amaral, 1927 | Cyprus                                                 |
| Telescopus fallax fallax         | Fleischmann, 1831      | De rest van het verspreidingsgebied                    |
| Telescopus fallax iberus         | Eichwald, 1831         | Turkije, Iran, Rusland, Armenië, Georgië, Azerbeidzjan |
| Telescopus fallax intermedius    | Gruber, 1974           | Griekenland                                            |
| Telescopus fallax multisquamatus | Wettstein, 1952        | Griekenland                                            |
| Telescopus fallax pallidus       | Štěpánek, 1944         | Griekenland                                            |
| Telescopus fallax syriacus       | Boettger, 1880         | Libanon, Syrië, Jordanië, Turkije, Israël              |

## Uiterlijke kenmerken

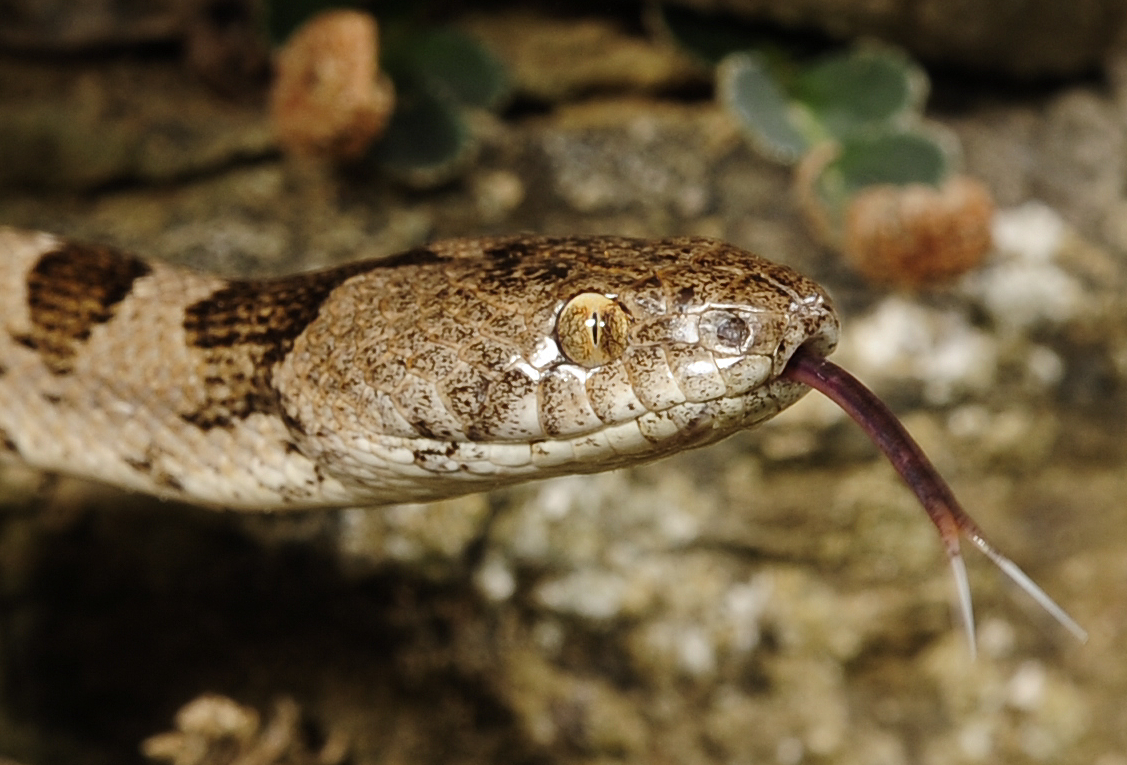
Detail van de kop met verticale pupil.

Deze soort dankt de naam aan de opvallend grote ogen met verticale pupil die enigszins lijken op die van een kat. De kleur is meestal bruingrijs met regelmatige vlekken op de rug of een bandering met een donkere kleur. De kop is sterk horizontaal afgeplat en heeft een opvallend grote 'bovenlip'; hieronder zitten warmtereceptoren waarmee prooien worden opgespoord in het donker.
Karakteristiek is de dunne streep in de kleur van de vlekken op de rug op het midden van de kop tot meestal bij de neusgaten die bij vrijwel alle exemplaren voorkomt. De katslang bereikt een maximale lichaamslengte van ongeveer een meter.

## Levenswijze
De slang leeft vrijwel uitsluitend van hagedissen en voornamelijk gekko's die net zoals deze soort 's nachts jagen en zich overdag verstoppen. Een dergelijke hagedisetende levenswijze wordt wel saurivoor genoemd. De hagedissen worden met de giftanden gebeten en sterven binnen enkele minuten. De giftanden zijn klein en zijn achter in de bek gelegen. De beet van de slang maar ook het gif zijn voor mensen niet gevaarlijk.
Het is een bodembewonende soort die wel kan klimmen maar overdag onder een steen of haag ligt te rusten. De slang is bijzonder agressief en rolt zich bij verstoring op tot een schijf en zal luid sissen. De katslang is erg snel en zal proberen te bijten.

## Voortplanting
De katslang paart in de lente en in de zomer zet het vrouwtje zes tot negen eieren af op de bodem. De eieren zijn wit van kleur en meten ongeveer twaalf bij dertig millimeter. Als de juvenielen uit het ei kruipen zijn ze ongeveer vijftien tot twintig centimeter lang.

## Verspreiding en habitat

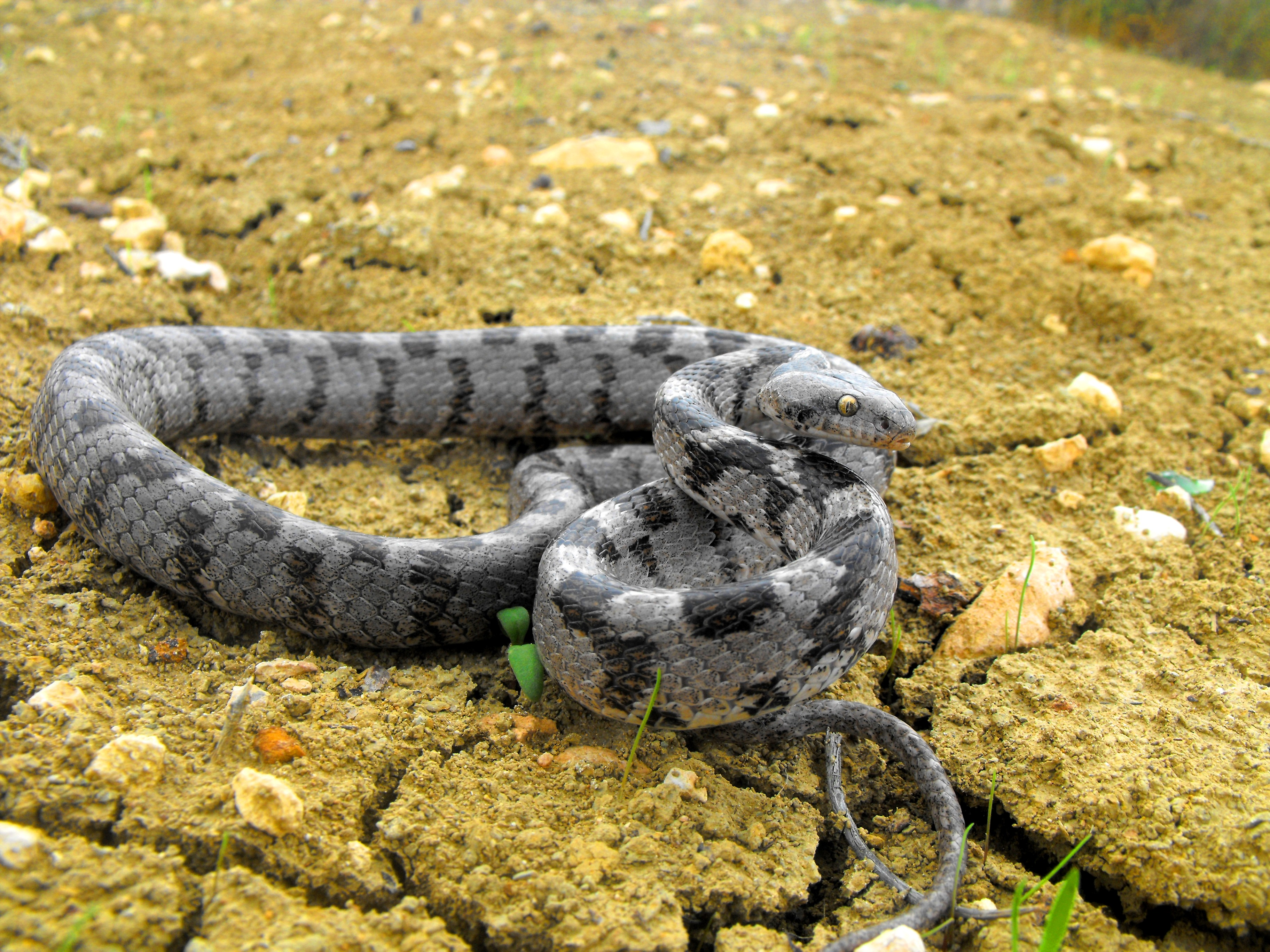
Exemplaar uit Malta.

Van de veertien soorten uit het geslacht Telescopus is het de enige die in Europa voorkomt. Daarnaast is de soort te vinden in delen van het Midden-Oosten en Anatolië. De katslang leeft in de landen Italië, Griekenland, Albanië, Kroatië, Herzegovina, Montenegro, Macedonië, Bulgarije, Turkije, Malta, Cyprus, Iran, Irak, Syrië, Israël, Rusland, Armenië, Georgië en Azerbeidzjan.
Het habitat bestaat uit bossen, struwelen en rotsige omgevingen. Ook in door de mens aangepaste streken zoals akkers, weilanden, plantages en landelijke tuinen kan de slang worden aangetroffen. De soort is aangetroffen van zeeniveau tot op een hoogte van ongeveer 2000 meter boven zeeniveau.
De katslang leeft voornamelijk bij warme, droge steenhopen in open plekken in het bos of bij muren; overal waar hagedissen zitten. De katslang schuwt de mens niet en komt veel voor in wijngaarden en bloementuinen, maar ook tuinen met natuurstenen muren omdat hier hagedissen op af komen.

## Beschermingsstatus
Door de internationale natuurbeschermingsorganisatie IUCN is de beschermingsstatus 'veilig' toegewezen (Least Concern of LC).